# Andreas Beck (Skispringer)
Andreas Beck (* 9. Mai 1976 in Bludenz) ist ein ehemaliger österreichischer Skispringer und Snowboarder.

## Karriere
Beck begann schon als Kind beim Skiclub seines Heimatortes Brand mit dem Skispringen und wechselte nach der Hauptschule an das Skigymnasium in Stams, um das Training zu forcieren. Bei der Junioren-Weltmeisterschaft 1991 in Reit im Winkl belegte er den fünften Platz im Teamspringen. Sein Debüt im Skisprung-Weltcup gab Beck am 6. Jänner 1992 in Bischofshofen im Rahmen der Nationalen Gruppe bei der Vierschanzentournee. Im Springen von der Großschanze erreichte er dabei den 30. Platz. Im selben Jahr gewann er den Skisprung-Alpencup. Ab der Saison 1993/94 gehörte Beck dem B-Kader des Österreichischen Skiverbandes an. Am 30. Dezember 1993 sprang er in Oberstdorf auf den 22. Platz und gewann damit erstmals Weltcup-Punkte. Zusätzlich gehörte er in der Saison zum Kader für den Skisprung-Continental-Cup, in dem er parallel antrat. Am 16. Jänner 1994 erreichte Beck mit dem 14. Platz in Liberec sein bestes Einzelresultat in einem Weltcup-Springen. Bei der Junioren-Weltmeisterschaft 1994 in Breitenwang gewann er im Teamspringen die Bronzemedaille. Die Skiflug-Weltmeisterschaft 1994 in Planica beendete er zwei Monate später auf dem 33. Platz. Am Ende der Saison 1993/94 lag er auf dem 57. Platz in der Weltcup-Gesamtwertung. Da sich anschließend weder im Weltcup noch im Continental Cup vordere Platzierungen einstellten, beendete Beck 1995 seine aktive Skisprungkarriere, nachdem er beim Sommer-Grand-Prix 1995 noch einmal den 41. Platz in der Gesamtwertung erreichte.
Im folgenden Winter wechselte Beck zu den Snowboardern, wobei er sich hier auf die Halfpipe spezialisierte. Seine ersten Punkte im Snowboard-Weltcup gewann er am 19. Jänner 1997 mit Platz 30 am Kreischberg. Bei der Snowboard-Weltmeisterschaft 1997 in Innichen belegte er Platz 46 in der Halfpipe. Als bestes Weltcupergebnis erzielte Beck am 2. März 1997 den 25. Platz in Olang. Weil vordere Platzierungen ausblieben, zog er sich nach dem Winter vom Spitzensport zurück und nahm in der Saison 1997/98 nur noch sporadisch an Wettkämpfen teil.
Seither widmet sich Andreas Beck der Musik. Er singt, spielt mehrere Instrumente und war Mitglied der Band Workingchair. Im Jahr 2006 nahm er an der dritten Staffel der ORF-Castingshow Starmania teil.